# Great Songs and Performances That Inspired the Motown 25th Anniversary Television Special
Great Songs and Performances That Inspired The Motown 25th Anniversary Television Special è un album raccolta che contiene brani di Michael Jackson solista e dei Jackson 5. Fu pubblicato dalla Motown nel 1983 in seguito alla celebre esibizione al 25º anniversario della Motown. L'unico brano mancante nella compilation, tra quelli effettivamente eseguiti quella serata, è Billie Jean.

## Tracce
1. I Want You Back (brano interpretato dai Jackson 5)
2. The Love You Save (brano interpretato dai Jackson 5)
3. I'll Be There (brano interpretato dai Jackson 5)
4. ABC (brano interpretato dai Jackson 5)
5. Rockin' Robin
6. Maybe Tomorrow (brano interpretato dai Jackson 5)
7. Got to Be There
8. I Wanna Be Where You Are
9. Ben
10. Dancing Machine (brano interpretato dai Jackson 5)